# Google Pack
Google Pack – był to do 2011 r. pakiet bezpłatnego oprogramowania przygotowany przez Google dla użytkowników Windows XP, Windows Vista i Windows 7.
W skład pakietu wchodziły programy przygotowane przez Google i przez innych producentów. Zawartość różni się w zależności od wersji językowej. Według stanu na styczeń 2010, Pakiet Google w polskiej wersji zawierał:

## Oprogramowanie Google
- Google Chrome
- Google Earth
- Google Desktop
- Picasa
- Google Toolbar dla Internet Explorer
- Google Apps

## Oprogramowanie innych producentów
- avast! (antywirus)
- Mozilla Firefox wraz z Google Toolbar (przeglądarka internetowa)
- Adobe Reader